# Цар Симеонова градина
Цар-Симеоновата градина е обществен парк в центъра на град Пловдив и е едно от любимите места за разходка на пловдивчани. Градината и до днес е запазила някои от своите оригинални архитектурни елементи – голямото езеро, фонтанът на Деметра, пеещите фонтани и др. Градината е паметник на парковото изкуство.

## Разположение
Градината е разположена до площад „Централен“ и се намира на запад от него. В югоизточния ѝ край се намира Военният клуб.

## История
През 1891 г. българското правителство взема решение в Пловдив да бъде проведено Първото българско земеделско-промишлено изложение от август до края на октомври 1892 г. Инициатива, с която се взема решение за организиране на изложение, демонстриращо икономическия ръст на младото българско княжество, е на Григор Начович. На мястото на старото турско гробище „Шехидлик“, което е съществувало южно от Сахат тепе, в продължение на 10 месеца от октомври 1891 до юли 1892 г. се създава великолепна градина, за която всички европейски вестници, описвайки тогава Изложението, казват, че това е нещо невероятно, създадено от швейцарския градинар Люсиен Шевалас на Балканския полуостров. Така е изграден красив парк от европейски тип на площ от над 90 хил. кв. м, в който се разполагат 36 изложбени павилиона. Палатите и паркът на изложението са огрени от електричество. Тогава в градината е бил поставен макет на паметника „България поднася венци на народните поборници за свободата на отечеството“. Изобразява млада българка, която поднася венци върху гробовете на Г. С. Раковски, Васил Левски, Хаджи Димитър и Стефан Караджа.
На 15 август 1892 г. в присъствието на княз Фердинанд I – покровител на изложението, българските министри, църковният клир, чуждестранни консули, участници и гости се състои тържественото откриване на изложението. Около 2500 войници участват в празничен парад. Балонът на френския въздухоплавател Годар се издига в небето над Пловдив. В изкуственото езеро на изложението е разположен 10-метровия параход „Ангел Кънчев“, който е първият плавателен съд в България задвижван с течно гориво.
След края на изложението българският княз Фердинанд издава указ, с който подарява градината на пловдивчани с две условия: Да носи името на великия български владетел Симеон І и пловдивчани да се грижат за нея.
През 1909 г. в градината е монтиран бюст на руския император Александър II, който е бил демонтиран по време на Първата световна война.
През 1928 г. езерото е предоставено на дружество „Морски сговор" за развитие на водните и зимни спортове и до 1970-те години в него се движат лодки и водни колела. През 1975 г. е направена реконструкция на водната площ, като е изградено ново езеро с бетоново корито и „Пеещи фонтани“ със светлинни ефекти.
След смъртта на българския търговец на тютюн Димитър Кудоглу през 1940 г. още същата година в градината е издигнат негов бюст паметник, който през 1951 г. е преместен в двора на белодробния диспансер. След закриване на диспансера през 2013 г. е повдигнат въпроса за преместването на паметника обратно в градината. На 19 май 2023 г. паметникът е въстановен, като е запазен оригиналният бюст, дело на скуптора Мина Иванов, а цялостното възстановяване и изграждане на постамента е дело на Огнян Читаков.
След 1944 г. носи името „Парк на свободата“. През 1992 г. градината е обявена за паметник на парковото изкуство. През 2015 г. градината е реконструирана в духа на миналото. Възстановени са архитектурни елементи от 1936 г. сред който Фонтана на Деметра и Централния павилион.

## Забележителности и обществени институции
Градината е обявена за паметник на парковото изкуство. Запазен е от времето на нейното създаване класическият фонтан на Богинята на плодородието Деметра, изваян от италианския скулптор Арналдо Дзоки. Фонтанът е и единствената реликва, напомняща за Първото българско изложение, проведено на мястото на днешния парк. Други известни фонтани са „Рибарчето“ и „Мечката“.
Навътре в парка, с много дървета, с огромни и красиви корони, се намира езерото с Пеещите фонтани, които през лятото привличат хиляди пловдивчани и гости на Пловдив.

### Паметници
В градината има много паметници на български духовни водачи, съвременни скулптурни композиции и пластики:
- Паметник на Христо Ботев
- Паметник на Васил Петлешков
- Паметник на Георги Сава Раковски
- Паметник на Найден Геров
- Паметник на Душо Хаджидеков
- Бюст-паметник на Димитър Кудоглу
- Паметник на професор Антон Безеншек – създател на българската стенография
- Бюст-паметник на патриарх Кирил – на входа на градина от площад Централен
- Паметник на Люсиен Шевалас – създател на градината, дело на скулптора Цвятко Сиромашки
- Паметник на Момотаро – японски фолклорен герой
- Паметник на Филип II Македонски – до югозападния вход на градина до Младежкия дом

### Институции
Цар-Симеоновата градина в Пловдив се намира в центъра на града непосредствено до Главната улица. Тя е заобиколена от културни и обществени институции:
- Народна библиотека Иван Вазов
- Централна поща
- Военен клуб
- Хотел „Тримонциум“
- Община Пловдив
- Дом на техниката
- Градски дом на културата „Борис Христов“

## Галерия
- Паметник на Георги Стойков Раковски
- Бюст-паметник на Христо Ботев
- Паметник нa Васил Петлешков
- Паметник на Душо Хаджидеков

- Паметник на патриарх Кирил, открит през 2011 г.[6]
- Паметник на Люсиен Шевалас, открит през 2007 г.[7]
- Фонтан в градината
- Чешма в градината